# Damshagen
Damshagen település Németországban, Mecklenburg-Elő-Pomeránia tartományban. Lakosainak száma 1330 fő (2023. december 31.).

## Népesség
A település népességének változása:
| Lakosok száma | 1301 | 1265 | 1356 | 1354 | 1330 |
|               | 2017 | 2019 | 2021 | 2022 | 2023 |